# Museo de las Confluencias
El Museo de las Confluencias (en francés: Musée des Confluences) es un museo de historia natural y de las sociedades, en la ciudad de Lyon, en Francia. Situado en la confluencia del Ródano y del Saona, el museo abrió sus puertas el 20 de diciembre de 2014. Es el heredero del Museo Guimet de Lyon, cerrado al público desde julio de 2007. Por lo tanto, incluye todas las colecciones y se completará con otras adquisiciones. La arquitectura del edificio corresponde a los austriacos Coop Himmelb(l)au y la construcción, comenzó en 2003.
En mayo de 2011, el museo fue distinguido como Museo de Francia por el Ministerio de Cultura y Comunicación.

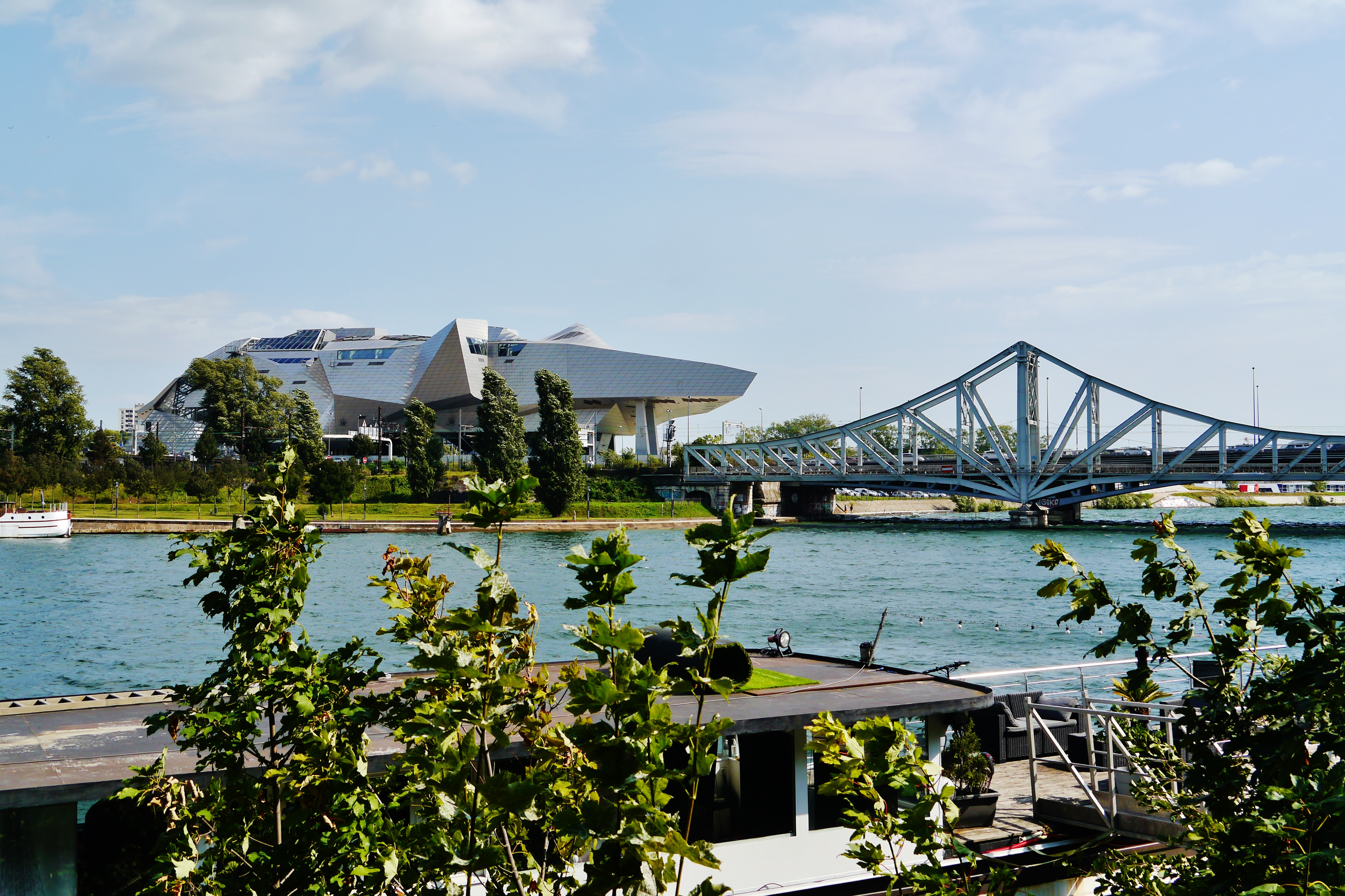
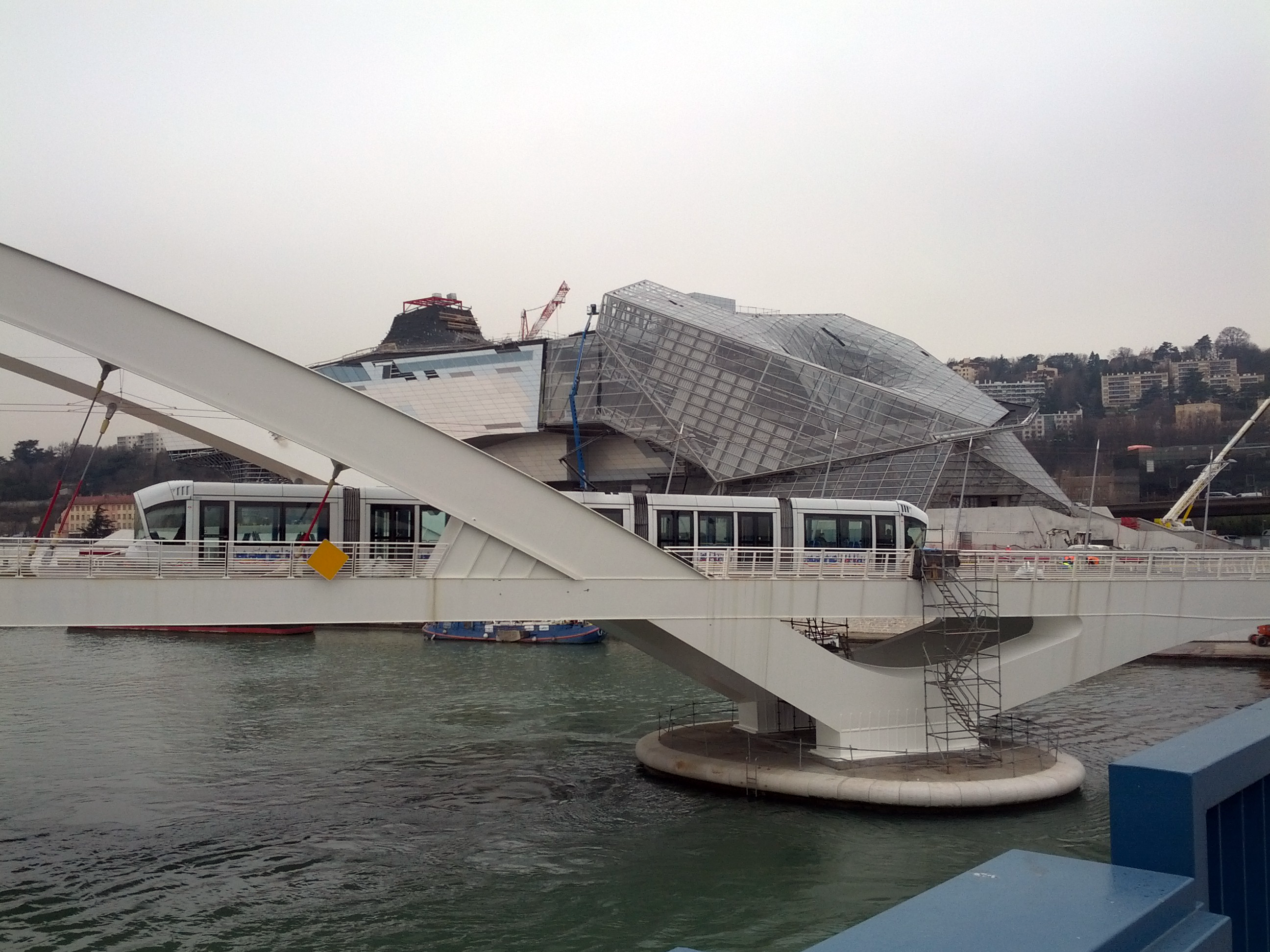

## Historia

### Proyecto
El proyecto de creación de un nuevo museo a partir de las colecciones del Museo de Lyon se lanzó en julio de 1999.
En 2001, el proyecto liderado por Michel Mercier, el presidente del Consejo General del Ródano, es objeto de un concurso internacional de arquitectura, supervisado por un jurado de 18 personas. Se enfrenta a 7 equipos:
- Félice Fanuele, Peter Eisenman y Arquitectos CRB ofrecen una estructura ondulada coronada por 2 vueltas;
- Jacques Ferrier tiene un bloque de vidrio de una sola pieza;
- Steven Holl y Vurpas y asociados muestran un proyecto en torno a una estructura con un gran voladizo
- François Seigneur y Sylvie Duré también ofrecen un bloque, con una fachada de colores;
- Carlos Ferrater y Bruno Dumetier presentan una propuesta en torno a una arquitectura deconstructivista;
- Arquitecturas tectónicas y Drevet;
- Coop Himmelb presenta un proyecto basado en una arquitectura deconstructivista y gran voladizo Este proyecto ganó el concurso en febrero de 2001.[4]

El proyecto Coop Himmelb tiene tres conjuntos llamados "Base", "cristal" y "Nube":
- La cimentación de hormigón incluye las áreas de recepción y comedor, así como las áreas técnicas;
- El cristal, se encuentra esencialmente en la biblioteca y en el centro de recursos;
- La nube es el espacio de exposiciones permanentes y temporales.

Mide 190 metros de largo, 90m de ancho y 41 metros de alto.

## Construcción
En 2003, se expidió el primer permiso de construcción para el museo. En mayo de 2005, se destruyó la bolera que estaba en el terreno del museo. Pero los promotores descubrieron demasiado tarde que el sitio, aluvial, era inestable e inundable, y también estaba cerca de la autopista A7: las obras de refuerzo tuvieron un coste final de € 6.000.000 y un primer retraso.
Las obras, dirigidas por la empresa Bec Hermano, una filial del grupo Fayat. comenzaron el 10 de octubre de 2006. Rápidamente empezaron a surgir desacuerdos entre los distintos actores involucrados, es decir, la empresa Bec Hermano, la firma de arquitectos Coop Himmelb y Equipment Corporation del Ródano y Lyon (SERL) responsable de supervisar el proyecto. A raíz de estos desacuerdos, la obra se para durante 7 meses en 2007.
A mediados de 2008, la obra se detiene ya que la empresa Bec Hermano abandona el proyecto, con un acuerdo amistoso, el 4 de diciembre de 2008. Bec Hermano es indemnizado por los gastos invertidos que se elevan hasta 5 millones de dólares. Devuelve 8 millones de euros sobre el adelanto de 14 millones, que percibió para realizar el proyecto.
En 2009, se lanza una licitación basada en un nuevo pliego de condiciones, que no recibe ninguna oferta. Una nueva licitación se reinicia inmediatamente después del cierre de la primera. Entre 16 y 18 empresas responden a la misma, dos de ellas están preseleccionadas Vinci y Leon Grosse, dándoles más tiempo para responder a la oferta. Por último, Vinci ofrece una oferta de 117.89 millones de euros y Léon Grosse una oferta de 99.5 millones de euros.
Finalmente, se confía la obra del Museo de la Confluencia a Vinci en enero de 2010. Las empresas especializadas SMB y Renaudat Centro Construcciones estudian el diseño, producción e instalación de la obra metálica de 6500 toneladas. Las obras se reanudaron en abril de 2010 hasta abrirlo el 20 de diciembre de 2014.
El museo fue inaugurado finalmente el 20 de diciembre de 2014 en la notable ausencia del presidente de la República, del primer ministro y del ministro de la Cultura.

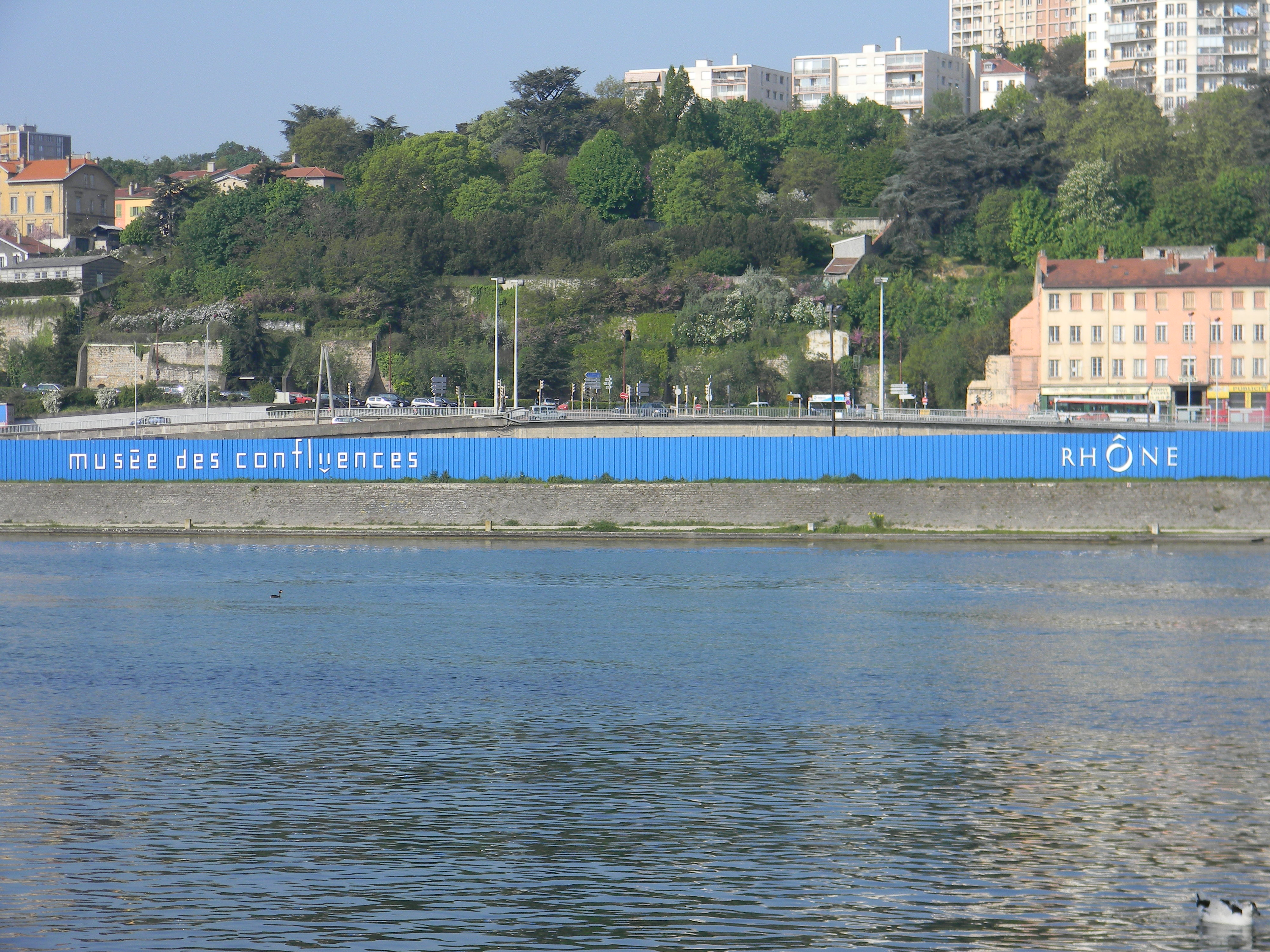
La obra parada en abril de 2011.
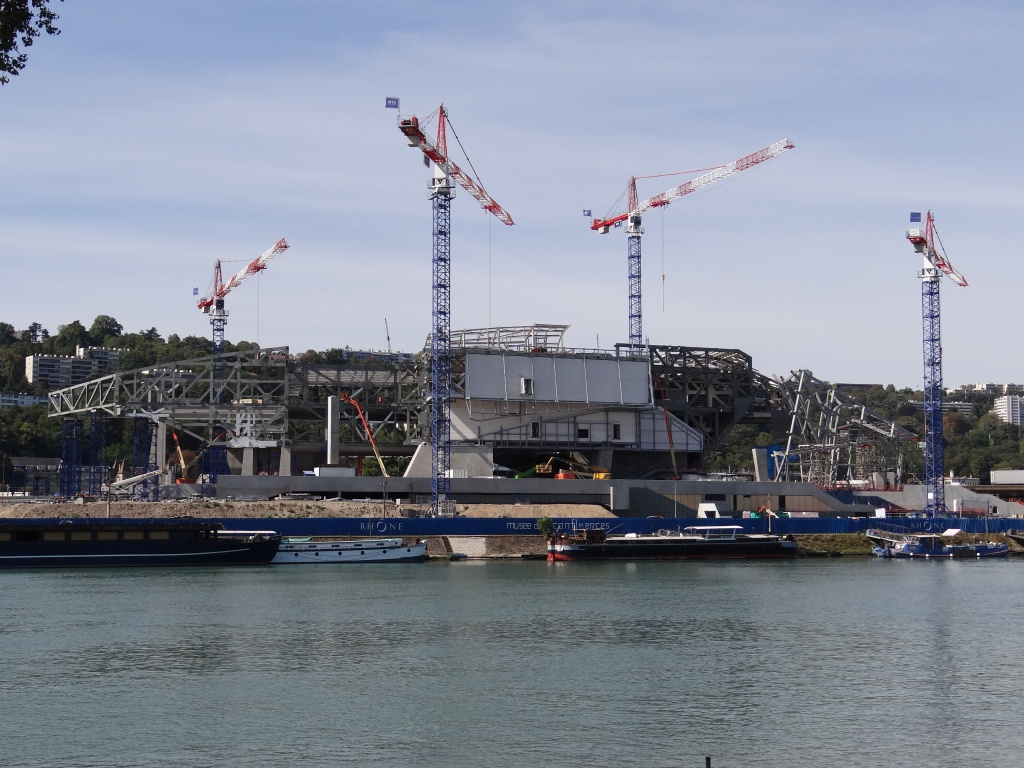
La obra en julio de 2012.
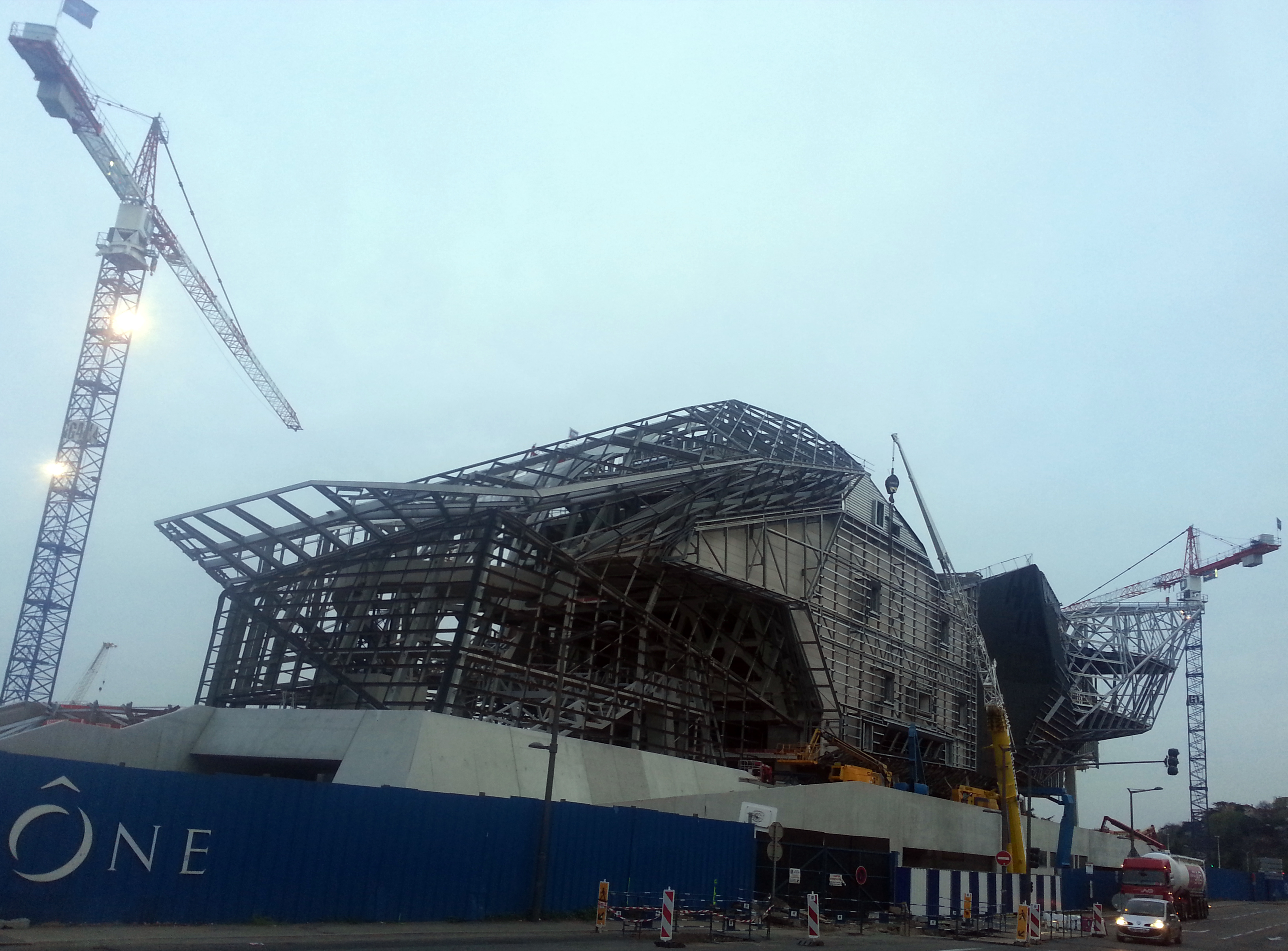
La obra en abril de 2013.
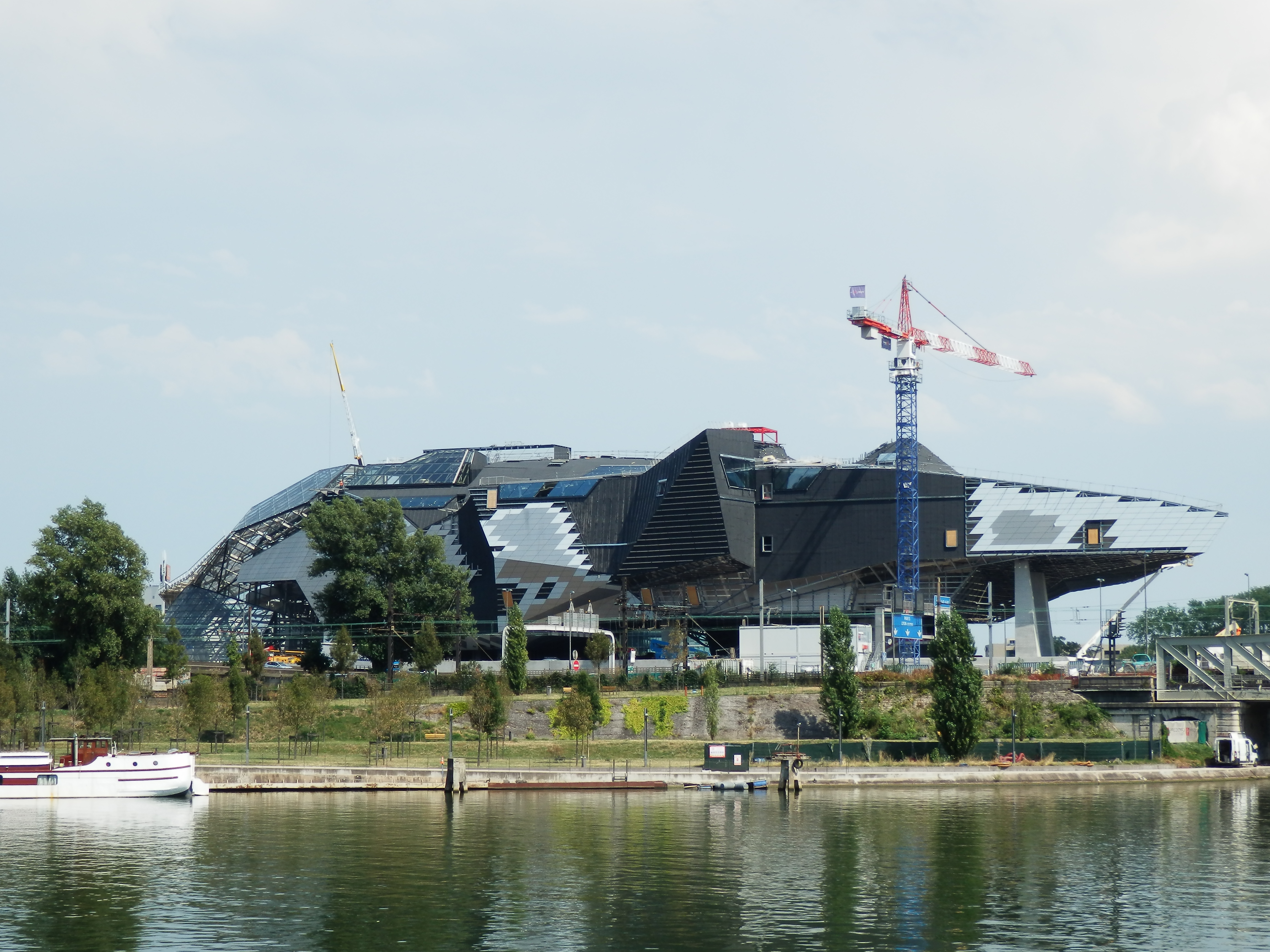
La obra del museo en agosto de 2013.

### Costes
El edificio ha tenido muchos contratiempos, incluyendo un retraso de diez años y que ha superado su presupuesto hasta el 500%. El coste del museo, estimado inicialmente en 61 millones euros en julio de 2000, fue revisado por el Consejo General del Ródano en 2009 y alcanzaba los 175,1 millones de euros, y en después 2012 alcanzaba los 267 millones de euros para la finalización del proyecto. A finales de octubre de 2014, el costo estimado de la construcción ascendió a 255,1 millones de euros; el Consejo General por un tiempo muestra un balance reducido a 213,8 millones de euros incluyendo en el balance la penalidad de retraso que desea aplicarle al grupo constructor liderado por Vinci, alcanzando provisionalmente una pena de 41,3 millones de euros. La empresa propuesta contra esta cantidad poniendo en relieve las dificultades que han tenido para empezar a trabajar debido a los estudios insuficientemente precisos proporcionados por la administración del proyecto aceptados por el Consejo General.
El coste total se elevará finalmente a 330 millones de euros, más de 5 veces el coste inicial esperado. 
Para compensar ese coste enorme, el Consejo General tuvo que vender 63 millones de acciones de las empresas de autopistas en 2012, venta de prisa y corriendo según el periódico Lyon Capitale ya que será valorado por los compradores a 460 millones euros. A finales de 2014, la Asociación de Contribuables Actifs du Nord-Ouest Lyonnais (CANOL) hace hincapié en la falta de presupuesto detallado para el funcionamiento del museo, según el Departamento se supone que es autosuficiente, aunque no se ha realizado ningún estudio de mercado.

## Colecciones

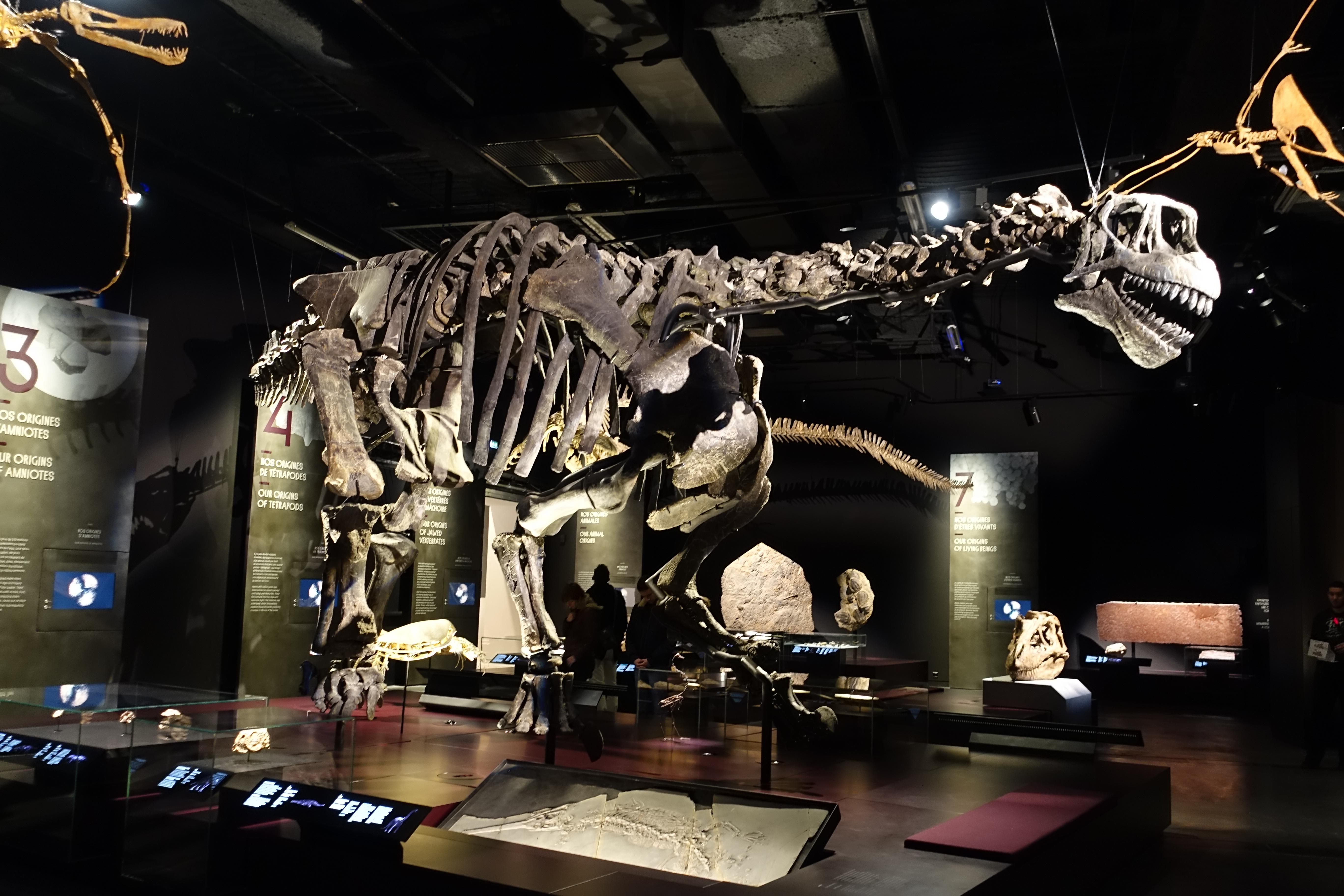
Le camarasaurus exposé dans l'espace Origines.

La colección del Museo de la Confluencia proviene del Museo de Lyon, el cual vio como sus colecciones se constituían en torno a las ciencias naturales, y también a la etnografía y a una colección colonial. El museo fue fundado en 1927 y cerrado en 1968.
La exposición permanente se compone del mamut Choulans, descubierto en 1859, las máscaras del teatro Noh, una copia del Sputnik 2 y un acelerador de partículas·.
En total, aproximadamente 3000 objetos que están presentes en la colección permanente situada en unos 3000 m2.
La exposición permanente del Museo de la Confluencia cuenta con cuatro salas de exposiciones, llamadas Orígenes, historias del mundo ; Sociedades, el teatro de los hombres ; Especies, la malla de los vivos y Eternidades, visiones del más allá:
- Orígenes, historias del mundo tiene en particular los esqueletos de un mosasaur y un Camarasaurus, pero también meteoritos;[16]
- Especies, la malla de los vivos muestra animales momificados que se remontan al antiguo Egipto, copias de dodo y el lobo de Tasmania y también insectos;
- Sociedades, el teatro de los hombres muestra objetos de la antigua China, las divisas de las sociedades del Pacífico, así como un coche de la marca Berliet;
- Eternidades, visiones del más allá, dedicada a la representación de la muerte, en la que destaca una momia peruana.

Las dos primeras exposiciones temporales son sobre la noción de coleccionar, una sobre Emile Guimet, la otra sobre la historia de los gabinetes de curiosidades.
Una parte de la colección del museo de más de 2 millones de objetos, se trasladó en 2002 al Centro de Conservación y de Estudio de Colecciones (CCEC), accesible solo a los investigadores, con una superficie de 3215 m2, que se encuentra en un antiguo centro de telefónico en el distrito 7 de Lyon

### Acciones diversas
La programación cultural del museo se hizo fuera del museo mientras se terminaba la obra, particularmente a través de un festival en octubre de 2011 llamado Mise en bouche.

## Asistencia
La cifra de 500 000 visitantes por año se presenta como una estimación de las autoridades de la asistencia futura, aunque también se discuten unos 400 000 o un millón de visitantes al año.

## Administración

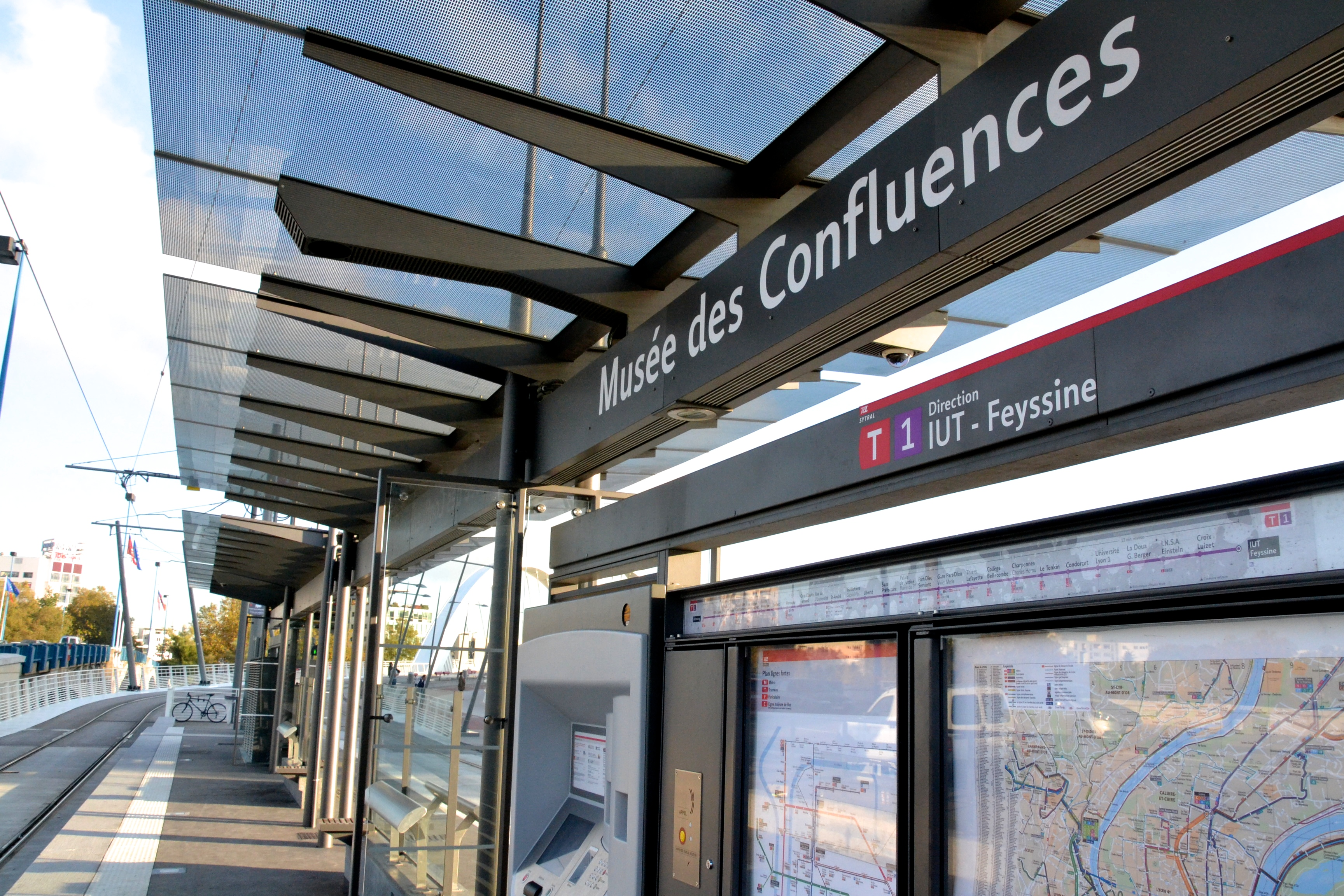
Station Musée des Confluences.

Proyecto iniciado por el Consejo General del Ródano, el Museo de la Confluencia empezó siendo administrado de forma directa, y luego pasó a tener un estado de naturaleza industrial y comercial público o EPCCIC (en francés) el 1 de julio de 2014. Se convertirá en propiedad de la futura metrópoli de Lyon a partir de enero de 2015. El coste de la administración del museo se estima en 13 millones de euros, de los cuales 10 millones serán aportados por la comunidad.

### Dirección
El 19 de marzo de 1999, el Consejo General del Ródano nombra a Michel Côté director de Polo Ciencia y Sociedad, con la misión principal de transformar el Museo de Lyon en un museo de sociedades y ciencia. Por lo tanto, él se fue de Quebec y del Museo de la Civilización para instalarse en Lyon y para dirigir el proyecto del Museo de la Confluencia.
En mayo de 2010, anunció que dejaba el cargo para volver a Quebec y practicar allí desde primero de agosto la dirección general del Museo de la Civilización. La gestión del museo ahora está a cargo de Hélène Lafont-Couturier, quien también dirige el Museo Galo-Romano de Fourvière y Museo Galo-Romano de Saint-Romain-en-Gal. Durante el verano de 2010, Bruno Jacomy fue nombrado Director Ejecutivo.

## Accesibilidad
El museo cuenta desde febrero de 2014 con la estación de tranvía (T1) de Lyon « Musée des Confluences »